# Gonzalo Navarro Castellanos
Gonzalo Navarro Castellanos (Villanueva de los Infantes, Ciudad Real, 1616-¿1683?) fue un humanista y crítico teatral español.

## Biografía
Poco se sabe sobre él, aparte de lo que su sobrino contó en los preliminares de los Discursos de su tío que halló entre sus papeles a su muerte y logró publicar. Fue discípulo en su villa natal del humanista Bartolomé Ximénez Patón y amigo de Francisco de Quevedo, al que asistió hasta su muerte y del que fue editor póstumo. Fue maestro de Juan José de Austria y, por petición del obispo de Cuenca Juan Francisco Pacheco, preceptor de su sobrino huérfano Juan Manuel Fernández Pacheco Cabrera y Bobadilla, VIII Marqués de Villena y Moya y Duque de Escalona, a quien están dedicados sus póstumos Discursos políticos y morales en cartas apologéticas contra los que defienden el uso de las comedias modernas que se representan en España en comparación del teatro antiguo... (1684), publicados por su sobrino, quien afirma empezó a escribirlas cuando se suspendieron las representaciones teatrales a la muerte de Felipe IV en 1665, terminándolas en 1682 con motivo de la defensa del teatro que hizo en su "Aprobación" de la Verdadera quinta parte de las comedias de don Pedro Calderón el trinitario fray Manuel Guerra y Ribera. Es una obra importante, muy erudita y extensa (266 páginas), en defensa del teatro clásico grecolatino, que considera más moral que el teatro español moderno. 
El pupilaje de Gonzalo Navarro Castellanos al marqués de Villena debió ser fundamental en el gusto por las humanidades del mismo: andando el tiempo el futuro virrey de Nápoles será el promotor y fundador de la Real Academia Española en 1714.

## Obras
- Discursos políticos, y morales en cartas apologeticas, contra los que defienden el uso de las Comedias Modernas que se representan en España, en comparación del Teatro antiguo, y favorecen nuestros desordenes, desacreditando las virtudes de algunos Filosofos de los mas principales. Primera, y segunda parte. Madrid, Imprenta Real, 1684.